# Mersam (plaats)
Mersam is een bestuurslaag in het regentschap Batang Hari van de provincie Jambi, Indonesië. Mersam telt 2059 inwoners (volkstelling 2010).